# Monika Bartsch
Monika Bartsch (* 30. Mai 1949 in Mönchengladbach) ist eine ehemalige deutsche Politikerin (CDU) und war von 1997 bis 2004 Oberbürgermeisterin der Stadt Mönchengladbach.

## Leben
Monika Bartsch stammt aus einer Kaufmannsfamilie. Ihr Vater war Bruno Frenzen. Bartsch ist geschieden und hat zwei Kinder.
Nach dem Besuch der Carl-Sonnenschein-Schule in Mönchengladbach wechselte Bartsch auf die Bischöfliche Marienschule Mönchengladbach, die sie 1967 mit der Allgemeinen Hochschulreife abschloss. Danach studierte sie von 1967 bis 1970 in Aachen Mathematik, Biologie, Physik und Pädagogik. Von 1971 bis 1976 war sie Lehrerin an der Hauptschule Wiedemannstraße. Im November 1998 wurde sie zur hauptamtlichen Oberbürgermeisterin der Stadt Mönchengladbach gewählt. 2004 trat sie nicht mehr zur Wahl an. In ihre Amtszeit fiel die Umwidmung des zum JHQ Rheindahlen gehörenden Geländes zum heutigen Nordpark (Mönchengladbach). Seit Juli 2007 ist sie die 1. Vorsitzende der Mönchengladbacher Tafel.